# Henri Joseph Antonissen
Henri Joseph Antonissen (anche noto come Hendrik-Jozef Antonissen) (Anversa, 9 giugno 1737 – Anversa, 4 aprile 1794) è stato un pittore fiammingo di paesaggi e di animali.

## Biografia
Figlio di bottegai di Anversa, fu allievo del pittore Balthazar Beschey e divenne un apprezzato autore di paesaggi (solitamente con animali) e incisore. Formò nella sua bottega diversi eccellenti paesaggisti quali Hendrik de Cort, Balthasar Ommeganck e Simon Denis. Fu decano della Gilda di San Luca di Anversa dal 1763 al 1773.

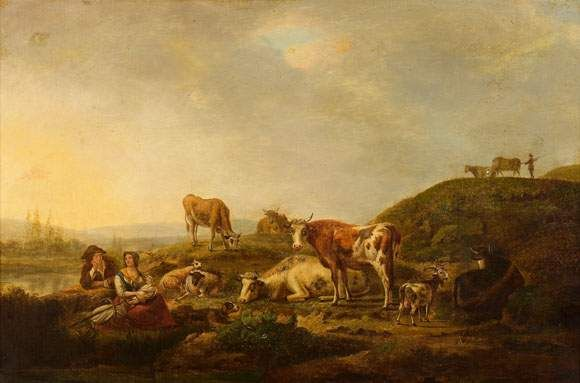
H. J. Antonissen, Riposo al pascolo